# 伊朗土庫曼人
伊朗土庫曼人，是生活在伊朗北部和東北部呼羅珊地区的土庫曼人。人口1328585人。
他們早在11世紀已隨塞爾柱帝國征戰來到伊朗生活。
土庫曼人的分裂是1885年俄羅斯帝国打败他們開始，之後一部分南下伊朗生活。比起蘇聯土庫曼斯坦的工業化，城市化和更密集的現代化，伊朗土庫曼人更多保留了傳統的半游牧方式。